# Joey DeFrancesco
Joey DeFrancesco (10. dubna 1971 Springfield, USA – 25. srpna 2022) byl americký jazzový varhaník, trumpetista a zpěvák. Devětkrát získal cenu kritiků časopisu Down Beat, od roku 2005 každoročně získával i cenu čtenářů jako nejlepší jazzový varhaník.[zdroj⁠?!]

## Kariéra
Narodil se ve Springfieldu v Pensylvánii. Jeho dědeček Joe DeFrancesco byl multiinstrumentalista italského původu. Jeho otec, hráč na Hammondovy varhany B3 „Papa“ John DeFrancesco, začal malého Joeyho vodit již od sedmi let do jazzových klubů.
Joey nejprve začal hrát ve věku čtyř let na klavír a krátce poté přešel na B3. Od šesti let seděl v kapele svého otce, po deseti letech začal hrál na vlastní pěst a setkal se s legendami jako je Jack McDuff a Richard „Groove“ Holmes. Na vysokou školu šel s kontrabasistou Christianem McBridem, kde byli oba často káráni za nevkusné aranže jejich bigbandu.
Když mu bylo sedmnáct let, požádal ho Miles Davis, aby se připojil k jeho kapele. Dále spolupracoval s triem Johna McLaughlina, s jazzovými kytaristy jako Pat Martino, Paul Bollenback, Jimmy Bruno, Dave Stryker, trumpetistou Big Jim Henry a s mnoha dalšími.
Poslouchal a učil se od B3 mistrů, a to zejména od Jimmyho Smithe, jemuž vzdal hold ve svém 1999 High Note release, The Champ. V roce 2000 nahrál album Incredible! se Smithem.
Hrál v průměru 200 dní v roce na cestách s různými hudebníky. Jádro jeho kapely tvoří Byron Landham (bicí), Paul Bollenback (kytara), nebo Pat Bianchi (klávesy) a Colleen McNabb (zpěv). Když nebyl právě na cestách, své bydliště měl v Arizoně, kde žil se svou rodinou a dcerou.

## Diskografie
- 1989: All of Me (Columbia)
- 1990: Where Were You? (Columbia)
- 1991: Part III (Columbia)
- 1992: Reboppin' (Columbia)

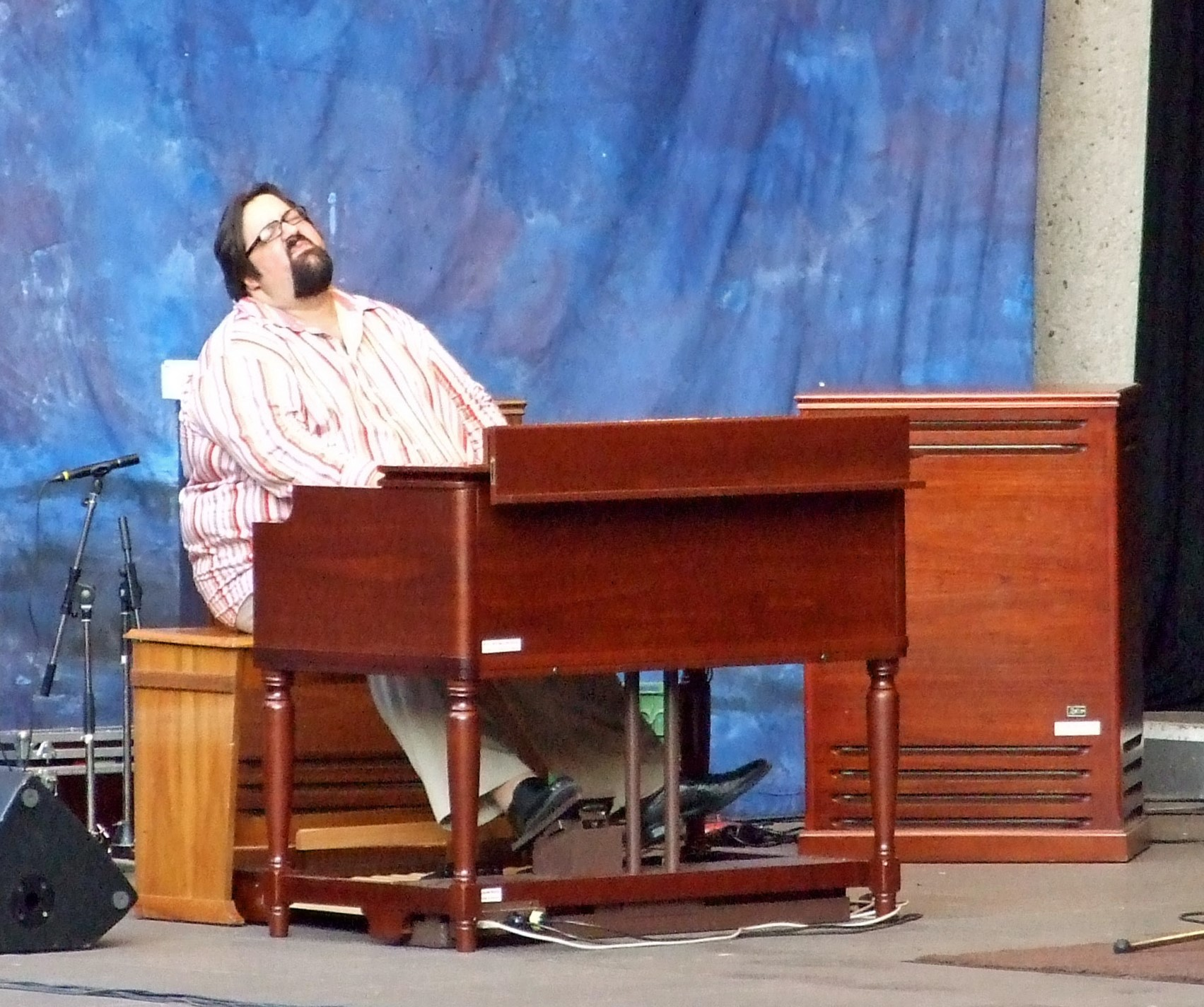
Joey DeFrancesco s Hammondovými varhanami

- 1993: Live at the 5 Spot (Columbia)
- 1994: All About My Girl (Muse)
- 1994: Relentless with Danny Gatton (Columbia)
- 1995: The Street of Dreams (Big Mo)
- 1997: It's about time featuring Jack McDuff (Concord)
- 1998: All in the Family (High Note)
- 1998: All or Nothing at All (Big Mo)
- 1999: The Champ (High Note)
- 1999: Joey DeFrancesco's Goodfellas (Concord Jazz)
- 2000: Incredible! (Concord Jazz)
- 2000: The Champ: Round 2 (High Note)
- 2001: Singin' and Swingin' (Concord Jazz)
- 2002: The Philadelphia Connection: A Tribute to Don Patterson (High Note)
- 2003: Falling in Love Again featuring Joe Doggs (Joe Pesci) (Concord Jazz)
- 2004: Plays Sinatra His Way (High Note)
- 2005: Legacy featuring Jimmy Smith (Concord)
- 2006: Organic Vibes featuring Bobby Hutcherson (Concord Jazz)
- 2007: Live: The Authorized Bootleg with Special Guest George Coleman (Concord)
- 2008: Joey D (High Note)
- 2009: Finger Poppin (Doodlin)
- 2009: Snapshot-The Original Trio (High Note)
- 2010: Never Can Say Goodbye: The Music of Michael Jackson (High Note)